# Uroderma bakeri
Uroderma bakeri (Mantilla-Meluk, 2014) è un pipistrello della famiglia dei Fillostomidi diffuso nell'America meridionale.

## Descrizione

### Dimensioni
Pipistrello di piccole dimensioni con la lunghezza dell'avambraccio tra 40,89 e 44,63 mm

### Aspetto
Le parti dorsali sono grigie con la base dei peli più chiara, mentre le parti ventrali sono più chiare. Una sottile striscia dorsale bianca si estende dalla nuca fino alla groppa. Il muso è allungato e largo. La foglia nasale è ben sviluppata, con i margini gialli e lanceolata. Due distinte strisce bianche sono presenti su ogni lato del viso, la prima si estende dall'angolo esterno della foglia nasale fino a dietro l'orecchio, mentre la seconda parte dell'angolo posteriore della bocca e termina alla base del padiglione auricolare.  Una piccola macchia nerastra è presente sopra ogni occhio. Le orecchie sono larghe, triangolari con l'estremità arrotondata, ben separate e con i margini gialli Il trago è piccolo, affusolato e con il margine posteriore dentellato. È privo di coda, mentre l'uropatagio è ridotto ad una membrana priva di peli lungo la parte interna degli arti inferiori.

## Distribuzione e habitat
Questa specie è diffusa lungo il versante orientale andino della Colombia centrale e del Venezuela settentrionale.
Vive nelle foreste tropicali montane tra 500 e 2.500 metri di altitudine.

## Conservazione
Questa specie, essendo stata scoperta solo recentemente, non è stata sottoposta ancora a nessun criterio di conservazione.